# O2 арена (Лондон)
„O₂ Арена“ (на английски: The O₂ Arena, известна като Норт Гринуич Арина (North Greenwich Arena) по време на XXX летни олимпийски игри) e многофункционална арена (спортна зала) в Лондон, Великобритания.
Разположена е на полуостров Гринуич на брега на река Темза. Домакин е на много големи спортни и развлекателни мероприятия.

## Проектиране и изграждане
Първоначално построена като Милениум Доум за честванията на новото хилядолетие 2000, тя е преобразувана в световноизвестна дестинация за забавление с 20 000 седящи места, многофункционална зала, 11 киноекрана, барове, ресторанти и др. Открита е за гражданите през юни 2007 г.